# 闘魂先生 Mr.ネバーギブアップ
『闘魂先生 Mr.ネバーギブアップ』（とうこんせんせいミスターネバーギブアップ、Here Comes the Boom）は2012年のアメリカ合衆国のスポーツ・コメディ映画。製作・脚本・主演はケヴィン・ジェームズ。経営難の学校とリストラされかけている同僚を救うために総合格闘技の頂点、UFCを目指す中年教師を主人公にしており、多数のUFCファイターが本人役で出演している。
日本では劇場未公開だが、2013年5月29日にDVDが発売された。

## ストーリー
高校の生物教師である42歳独身のスコット・ヴォスは、2002年には「最優秀教師」として表彰されたこともあったが、それから10年が経ち、今やすっかりやる気をなくし、授業は適当、遅刻常習のダメ教師となっている。そんなある日、ベッチャー校長は財政難の学校経営を立て直すために芸術系科目の予算を削ることを教師たちに告げる。これは即ち初老の音楽教師マーティがリストラされることを意味していた。この事態に、かねてより校長に不満を抱いていたスコットはとっさに金を工面すると宣言してしまう。
スコットは移民向け夜間学校（市民権取得試験のための講習）の講師のアルバイトなどをするが、目標の金額を稼ぐには程遠い。夜間学校の生徒でオランダ移民のニコに家庭教師を頼まれたスコットは、総合格闘技のUFCに出場すれば、負けても高額な賞金をもらえることを知り、元格闘技選手だったニコにコーチをしてもらってUFCを目指すことにする。学生時代にレスリングの経験はあったものの、メタボ中年のスコットは小規模の試合に出場しても負け続けるだけだったが、ある日の試合でたまたま勝ってしまったことをきっかけに、スコットも周りの人々も変わって行く。かつてのように生徒と楽しみながら積極的に授業を行うようになったスコットは、徐々に試合に勝つことも増えて行き、遂にUFCの試合に出場することが決まる。これまでの試合で稼いだ金と合わせれば、次の試合で負けても、もらえる賞金で充分に目標金額を達成できるはずだったが、スコットに味方して金を預かっていたはずの教頭が横領で逮捕され、スコットが稼いだ金も全て奪われていたことが判明する。それでもスコットは、試合に駆けつけた生徒たちの応援に、試合に勝って高額の賞金を獲得することを決意する。しかし、当然ながら対戦相手のケン・ディートリックは強敵で、スコットはめった打ちにされ、ボロボロとなる。誰もがギブアップすべきと思う中、それでも決して諦めないスコットの姿に生徒も同僚たちも、そして格闘技に反対していた校長までもが心を動かされる。朦朧とした意識の中、応援してくれる生徒たちの姿に力を得たスコットは、最後の力を振り絞り、遂に勝利する。歓喜に湧く場内で、スコットはかねてより想いを寄せていた同僚の校医ベラと熱いキスを交わす。
スコットの寄付で学校は経営難を脱する。マーティが指揮する生徒たちのオーケストラ演奏を聴きながら、校長はスコットに感謝の言葉を述べるが、取り上げた有給休暇を戻してはくれない。一方、ニコたちは無事に試験に合格し、アメリカ市民権を手に入れる。

## キャスト
スコット・ヴォス
演 - ケヴィン・ジェームズ、日本語吹替 - 原田晃
高校の生物教師。42歳独身。かつては教師であることに誇りを持ち、教えることに生き甲斐を感じていたが、現実の教育体制の前にやる気を失っている。
ベラ・フローレス
演 - サルマ・ハエック、日本語吹替 - 浅野まゆみ
美人学校医。スコットに何度も口説かれているが常に拒否。格闘技を通して変わって行くスコットに徐々に惹かれて行く。
マーティ・ストレブ
演 - ヘンリー・ウィンクラー、日本語吹替 - 西村知道
初老の音楽教師。音楽を深く愛しているが、かなりの天然ボケ。スコットのセコンド役を引き受ける。既に大学を卒業した子供がいるが、妻モリーが48歳にして妊娠する。
ベッチャー校長
演 - グレッグ・ジャーマン、日本語吹替 - 山本兼平
赤字続きの学校経営の立て直しに必死。ダメ教師であるスコットに厳しい。スコットが格闘技の試合に出ることを暴力的で教育上好ましくないとして強く反対する。
ジョー・ローガン
演 - 本人
スコットをUFCの試合に出場させる手配をする。
エリック・ヴォス
演 - ゲイリー・バレンタイン
スコットの兄。妻子持ちで料理が得意。親の跡を継いで塗装業を営んでいたが、料理人になるのが夢だったことを知ったスコットのアドバイスで料理人に転職する。
マリア・デ・ラ・クルス
演 - シャリース、日本語吹替 - 原島梢
スコットの生徒。フィリピン移民の優等生。音楽を愛しており、スコットが学校での音楽活動のために戦っていることを知って先頭に立って応援する。
ニコ
演 - バス・ルッテン、日本語吹替 - 乃村健次
オランダ移民の元格闘技選手。現在はスポーツジムのトレーナー。スコットと同い年。アメリカ市民権取得試験の勉強のためにスコットに家庭教師を引き受けてもらう代わりにコーチを引き受ける。後に試験勉強はマリアに見てもらうようになる。
デ・ラ・クルス氏
演 - レジー・リー
マリアの父。レストランの経営が厳しくなったことからマリアに店を手伝わせるために音楽をやめさせようとするが、スコットの説得で考えを変え、その結果、経営も上手く行くようになる。スコットの兄エリックを料理人として雇う。
エルキンス教頭
演 - ムーキー・バーカー
自分も音楽を愛しているとしてスコットに味方であるとアピールしていたが、数年に渡って学校の金を横領しており、スコットらが稼いだ金も着服していた。
ローレン・ヴォス
演 - メリッサ・ピーターマン
エリックの妻。
ケン・ディートリック
演 - クシシュトフ・ソシンスキー
スコットのUFCでの対戦相手。
ブルース・バッファー
演 - 本人
スコットのUFCの試合でのリングアナウンサー。
ラッキー・パトリック・マーフィ
演 - ジェイソン・ミラー
スコットがまぐれで初勝利してしまった対戦相手。
格闘技選手
演 - 石井慧
昼間の屋外イベントでのスコットの対戦相手。リングがおんぼろで床が抜けた。
格闘技選手
演 - マーク・ムニョス
 
その他カメオ出演した総合格闘技関係者
- ハーブ・ディーン
- マイク・ゴールドバーグ（英語版）
- ヴァンダレイ・シウバ
- チェール・ソネン
- ブライアン・スタン
- リッチ・フランクリン
- ダニー・ペレス・ラミレス（英語版）
- アレックス・カラレクシス（英語版）
- ジェイコブ・デュラン（英語版）

他

## トリビア
ケヴィン・ジェームズ扮する主人公スコットの兄エリックを演じたゲイリー・バレンタインはケヴィン・ジェームズの実兄である。

## 作品の評価
Rotten Tomatoesによれば、批評家の一致した見解は「『闘魂先生 Mr.ネバーギブアップ』は、ケヴィン・ジェームズの気さくな存在感は良いのだが、タイトルに見合うだけの笑いを提供してくれないし、その差を埋めるだけの満足感のあるプロットも提供してくれない。」であり、95件の評論のうち高く評価しているのは40%にあたる38件で、平均して10点満点中4.87点を得ている。
Metacriticによれば、26件の評論のうち、高評価は2件、賛否混在は19件、低評価は5件で、平均して100点満点中40点を得ている。